# Xã Union, Quận Fulton, Pennsylvania
Xã Union (tiếng Anh: Union Township) là một xã thuộc quận Fulton, tiểu bang Pennsylvania, Hoa Kỳ. Năm 2010, dân số của xã này là 706 người.